# Milagro en la celda 7
Milagro en la celda 7 (en hangul, 7번방의 선물; romanización revisada del coreano: 7beonbang-ui Seonmul; título en inglés, Miracle in Cell No. 7) es una película de comedia dramática surcoreana de 2013, dirigida por Lee Hwan-kyung y protagonizada por Ryu Seung-ryong, Kal So-won y Park Shin-hye. Estrenada el 23 de enero de 2013, obtuvo un gran éxito de público y en 2023 era la séptima película surcoreana más taquillera de siempre, con casi trece millones de espectadores. Ha tenido asimismo versiones en otros países asiáticos.

## Argumento
La película comienza con una joven abogada, Ye-sung, que se prepara para un juicio de revisión del que condenó a muerte a su padre cuando ella era una niña. El padre soltero de Ye-sung era Yong-gu, un hombre con discapacidad mental que trabajaba como vigilante de aparcamiento en un supermercado.
Un día Yong-gu es acusado por la policía de abusos sexuales y homicidio de una niña, aunque en realidad esta había resbalado en el hielo y se había golpeado la cabeza, y los testigos malinterpretaron las maniobras de Yong-gu cuando intentaba reanimarla. El caso se cierra rápidamente con una investigación superficial y una condena a muerte, pues Yong-gu es incapaz de defenderse, su abogado no muestra ningún interés por el caso, y además la niña muerta era hija del jefe de policía, que exige una condena a toda costa.
Así llevan a Yong-gu a una cárcel, donde comparte la celda número 7 con otros cinco reclusos. Poco a poco se gana la confianza de estos, y gracias a ello logra que Ye-sung entre clandestinamente en la celda. Más adelante salva en un incendio a Jang Min-hwan, el jefe de seguridad del penal, que como consecuencia empieza a interesarse por su caso y comprende que la condena es un error judicial. Jang permite que Ye-sung visite a su padre regularmente en prisión, donde la niña se hace querer por todos.
Poco después llega el momento del juicio de apelación, para el que Yong-gu se prepara con la ayuda de sus compañeros de celda. Sin embargo, justo antes de entrar en la sala del tribunal es amenazado por el jefe de policía, que le dice que si trata de defenderse Ye-sung correrá la misma suerte que su propia hija. Yong-gu se declara entonces culpable, y el tribunal confirma la condena a muerte. A la espera de la ejecución, los presos llevan a cabo un plan de fuga para Yong-gu, pero el intento fracasa.

## Reparto
- Ryu Seung-ryong como Lee Yong-gu.[5][6]
- Kal So-won como Lee Ye-sung de niña.[7][8]
- Park Shin-hye como Lee Ye-sung de joven.[9][10][11]
- Oh Dal-su como So Yang-ho, preso de la celda 7.[12]
- Jung Jin-young como Jang Min-hwan, jefe de seguridad de la prisión.[13][14]
- Park Won-sang como Choi Chun-ho, preso de la celda 7.[15]
- Kim Jung-tae como Kang Man-beom, preso de la celda 7.[16][17]
- Jung Man-sik como Shin Bong-shik, preso de la celda 7.[17][18][19]
- Kim Ki-cheon como el anciano Seo, preso de la celda 7.
- Park Gil-soo como guardia de la prisión.[13]
- Jo Jae-yun como guardia de la prisión.[13]
- Park Sang-myun como un preso que manda en una pandilla.[13]
- Jung Han-bi como maestra de Ye-sung.
- Jo Duk-hyun como comisario de policía, padre de Ji-yeong.
- Jo Joo-kyung como la mujer del comisario y madre de Ji-yeong.
- Kang Ye-seo como la niña Ji-yeong.
- Kim Se-dong como abogado de oficio.
- Lee Yoon-hoi como la maestra del orfanato.
- Jung Hee-tae como un vigilante nocturno.
- Lee Seung-yeon como Min Hwan-cheo.

## Producción
La trama de la película se inspira en un hecho real, la historia de un hombre llamado Jeong Won-seop que fue condenado a cadena perpetua tras ser acusado de violar y estrangular a una niña, y que después de quince años en prisión fue absuelto debido a que se habían producido graves fallos en la investigación, incluida una confesión bajo tortura.
El rodaje duró cuatro meses y concluyó a mediados de octubre de 2012. El estreno se había programado para el 23 de diciembre (coincidiendo con la fecha de la ejecución de la pena capital en la misma película), pero durante el verano un tifón destruyó el plató donde se estaba rodando y provocó un retraso de un mes, pese a haberse acelerado el proceso de posproducción.
El 5 de diciembre se lanzó un tráiler del filme. Se presentó en conferencia de prensa en el CGV Wangsimni (Seúl) el 14 de enero de 2013. Durante la misma el director Lee Hyeong-hwan declaró que todos los actores que había seleccionado como primeras opciones aceptaron sus papeles, sin un solo rechazo.
La película fue clasificada en su país como apta para mayores de 15 años, pese a las expectativas de la distribuidora NEW de que quedara para mayores de 12. El motivo fue la «preocupación por los delitos de imitación».
En la página web de la película se lanzó un corte con una escena que no se incluyó en la versión definitiva, en la que So Yang-ho le muestra su espalda tatuada a Ye-seung.

## Taquilla
Milagro en la celda 7 obtuvo un gran éxito de taquilla: en sus primeros doce días desde el estreno llegó a cuatro millones de espectadores, y al final de su período de exhibición se convirtió en la octava «película de los diez millones» en la historia del cine surcoreano, pues vendió 12 800 000 entradas en 866 salas. En marzo de 2013 era la tercera película más vista de siempre. Al final del año quedó como la primera película por recaudación anual en su país, con más de 91 400 millones de wones.
La barrera de los diez millones significa que un surcoreano de cada cinco fue a ver el filme, por lo que es una meta muy preciada en la industria cinematográfica coreana. En este pequeño grupo, Milagro en la celda 7 es la de menor presupuesto, con un punto de equilibrio (es decir, de recuperación del capital invertido) de 1,7 millones de entradas. El costo total de producción, incluyendo publicidad y mercadeo, había sido inferior a los seis mil millones, por lo que tuvo un beneficio aproximadamente quince veces superior a la inversión efectuada.

## Crítica
Song Hyo-jung (Cine21) escribe que, en esta «comedia humana sobre el cálido amor entre un padre tonto y una hija ángel», «la larga duración de poco más de dos horas fluye como el agua, haciendo llorar y reír al público en un montaje que va y viene entre el juzgado y la prisión, entre el presente y el pasado».
Para Elizabeth Kerr (The Hollywood Reporter), la «extraña mezcla de comedia amplia y drama basado en temas lo que hace que Milagro sea tan desconcertante y desafiante a la lógica. Es difícil saber si Lee ha hecho un drama social (las deficiencias legales y el amiguismo ocupan los titulares en Corea) disfrazado de comedia tonta o una comedia con un trasfondo de ira justiciera. De cualquier manera, la película no funcionaría en absoluto si no estuviera repleta de actuaciones interesantes de algunos de los actores secundarios más confiables de Corea. [...] Milagro en la celda 7 es una de esas películas que no quieres, una que sabes que no deberías, pero simplemente no puedes evitar que te guste».

## Premios y nominaciones
| Premios                                              | Categoría                                    | Candidatos                                      | Resultado | Ref.          |
| ---------------------------------------------------- | -------------------------------------------- | ----------------------------------------------- | --------- | ------------- |
| 49.º Premios Baeksang Arts                           | Mejor película                               | Milagro en la celda 7                           | Nominada  | [ 31 ] [ 32 ] |
| 49.º Premios Baeksang Arts                           | Mejor actor                                  | Ryu Seung-ryong                                 | Nominado  | [ 31 ] [ 32 ] |
| 49.º Premios Baeksang Arts                           | Mejor actor de reparto                       | Oh Dal-su                                       | Nominado  | [ 31 ] [ 32 ] |
| 49.º Premios Baeksang Arts                           | Mejor actriz de reparto                      | Park Shin-hye                                   | Nominada  | [ 31 ] [ 32 ] |
| 49.º Premios Baeksang Arts                           | Mejor actriz revelación                      | Kal So-won                                      | Nominada  | [ 31 ] [ 32 ] |
| 49.º Premios Baeksang Arts                           | Mejor guion                                  | Lee Hwan-kyung , Kim Hwang-sung, Kim Young-seok | Nominados | [ 31 ] [ 32 ] |
| 49.º Premios Baeksang Arts                           | Gran Premio (Daesang)                        | Ryu Seung-ryong                                 | Ganador   | [ 31 ] [ 32 ] |
| 49.º Premios Baeksang Arts                           | Actriz más popular                           | Park Shin-hye                                   | Ganadora  | [ 31 ] [ 32 ] |
| 7.º Premios Mnet 20's Choice                         | Estrella de cine de los años 20, hombre      | Ryu Seung-ryong                                 | Ganador   | [ 33 ]        |
| 7.º Premios Mnet 20's Choice                         | Estrella de cine de los años 20, mujer       | Park Shin-hye                                   | Nominada  |               |
| 22.º Premios Buil Film                               | Mejor actriz revelación                      | Kal So-won                                      | Nominada  |               |
| 50.º Premios Grand Bell                              | Mejor actor                                  | Ryu Seung-ryong                                 | Ganador   | [ 34 ] [ 35 ] |
| 50.º Premios Grand Bell                              | Mejor guion                                  | Lee Hwan-kyung                                  | Ganador   | [ 34 ] [ 35 ] |
| 50.º Premios Grand Bell                              | Mejor planificación                          | Lee Hwan-kyung, Kim Min-ki, Kim Min-guk         | Ganadores | [ 34 ] [ 35 ] |
| 50.º Premios Grand Bell                              | Premio Especial del Jurado                   | Kal So-won                                      | Ganadora  | [ 34 ] [ 35 ] |
| 50.º Premios Grand Bell                              | Mejor película                               | Milagro en la celda 7                           | Nominada  |               |
| 50.º Premios Grand Bell                              | Mejor director                               | Lee Hwan-kyung                                  | Nominado  |               |
| 50.º Premios Grand Bell                              | Mejor actriz                                 | Kal So-won                                      | Nominada  |               |
| 50.º Premios Grand Bell                              | Mejor actor de reparto                       | Oh Dal-su                                       | Nominado  |               |
| 50.º Premios Grand Bell                              | Mejor actriz revelación                      | Kal So-won                                      | Nominada  |               |
| 50.º Premios Grand Bell                              | Mejor fotografía                             | Kang Seung-gi                                   | Nominado  |               |
| 50.º Premios Grand Bell                              | Mejor montaje                                | Choi Jae-geun, Kim So-yeon                      | Nominados |               |
| 50.º Premios Grand Bell                              | Mejor dirección artística                    | Lee Hoo-gyoung                                  | Nominado  |               |
| 50.º Premios Grand Bell                              | Mejor iluminación                            | Kang Sung-hoon                                  | Nominado  |               |
| 50.º Premios Grand Bell                              | Mejor diseño de vestuario                    | Kim Na-yeon                                     | Nominado  |               |
| 50.º Premios Grand Bell                              | Mejor música                                 | Lee Dong-jun                                    | Nominado  |               |
| 34.º Premios Blue Dragon Film                        | Película más popular                         | Milagro en la celda 7                           | Ganadora  | [ 36 ]        |
| 34.º Premios Blue Dragon Film                        | Mejor actor                                  | Ryu Seung-ryong                                 | Nominado  |               |
| 34.º Premios Blue Dragon Film                        | Mejor guion                                  | Lee Hwan-kyung                                  | Nominado  |               |
| 34.º Premios Blue Dragon Film                        | Mejor música                                 | Lee Dong-jun                                    | Nominado  |               |
| 21.º Premios Korean Culture and Entertainment        | Gran Premio de Cine                          | Ryu Seung-ryong                                 | Ganador   |               |
| 21.º Premios Korean Culture and Entertainment        | Premio a la máxima excelencia, actor de cine | Oh Dal-su                                       | Ganador   |               |
| 34.º Golden Cinema Festival                          | Mejor actor de reparto                       | Oh Dal-su                                       | Ganador   |               |
| 33.º Premios Korean Association of Film Critics      | Mejor actriz de reparto                      | Park Shin Hye                                   | Ganadora  |               |
| Festival Internacional de Cine Fantástico de Bucheon | Actriz más popular (premio Fantasía)         | Park Shin Hye                                   | Ganadora  | [ 37 ]        |

## Adaptaciones internacionales
Milagro en la celda 7 ha generado varias adaptaciones internacionales. En 2017 se estrenó la versión en canarés titulada Pushpaka Vimana. Dos años después salió una adaptación turca, 7. Koğuştaki Mucize, que utiliza la misma premisa, pero con cambios significativos en la historia, los personajes y el tono. Fue la más vista ese año en Turquía con más de cinco millones de espectadores, y alcanzó difusión internacional a través de Netflix. En 2019 la película también fue adaptada en Filipinas con el mismo título.
El 8 de septiembre de 2022 se estrenó la versión indonesia, que también conserva el mismo título, y que fue igualmente un éxito de taquilla al ocupar la quinta posición histórica en el país. En 2021 se planeaba una versión en España a cargo de la nueva casa productora Rock and Ruz SL.